# Henrietta Maria Dillon-Lee
Henrietta Maria Dillon-Lee, baronessa Stanley (Halifax, 21 dicembre 1807 – Londra, 16 febbraio 1895), è stata una nobildonna e attivista inglese.

## Biografia
Era la figlia di Henry Dillon, XIII visconte Dillon, e di sua moglie, Henrietta Browne, figlia di Dominick Browne, I barone Oranmore e Browne.
Era una discendente di Carlo II (dalla sua amante Barbara Villiers) e di Giacomo II d'Inghilterra (dalla sua amante Catherine Sedley). I suoi antenati erano cattolici e avevano manifestato inclinazioni giacobite; uno di loro era Arthur Dillon, un sostenitore del Vecchio Pretendente. La famiglia, esiliata in Francia, alla fine si convertì all'anglicanesimo ma preferì rimanere all'estero. Nel 1814, Henrietta e la sua famiglia si trasferirono a Firenze, dove frequentò i ricevimenti della principessa Luisa di Stolberg-Gedern, la vedova del giovane pretendente.

## Matrimonio
A Firenze ha incontrato Edward Stanley. La coppia si sposò il 7 ottobre 1826. Diventò baronessa Eddisbury quando suo marito fu creato pari nel 1848. Due anni dopo successe come Barone Stanley di Alderley, con il quale la coppia venne successivamente conosciuta. Ebbero dieci figli:
- Henry Stanley, III barone di Alderley (1827–1903);
- Lady Alice Margaret (1828–1910), sposò Augustus Pitt Rivers, ebbero nove figli;
- Lady Henrietta Blanche (1830–1921), sposò David Ogilvy, X conte di Airlie, ebbero sei figli;
- Lady Maude Alethea (1832–1915);
- Cecilia (?– 1839);
- John Constantine (1837–1878), sposò Susan Stewart-Mackenzie, ebbero due figlie;
- Edward Stanley, IV barone di Alderley (1839–1925);
- Algernon Charles (1843–1928), vescovo cattolico di Emmaus;
- Lady Katherine Louisa (1844–1874), sposò John Russell, visconte Amberley, ebbero tre figli;
- Lady Rosalind Frances (1845–1921), sposò George Howard, IX conte di Carlisle, ebbero undici figli.

## Campagne educative
Lady Stanley coltivò amicizie con Thomas Carlyle, FD Maurice e, dal 1861, con Benjamin Jowett. Ha presieduto un salone intellettuale e politico ed è stata una delle lady visitor del Queen's College, a Londra, fondata da Maurice nel 1848. Questo ha segnato il suo maggiore coinvolgimento nella campagna per l'educazione delle donne e la sua decisione di difendere, come disse in seguito, "il diritto delle donne alla più alta cultura finora riservata agli uomini".
Prese parte alla campagna del diritto all'ammissione delle donne agli esami locali universitari. Nel 1867, rifiutò l'offerta di diventare un membro del comitato che progettava un college universitario femminile. La morte di suo marito il 16 giugno 1869, la lasciò più libera di perseguire la sua campagna. Nello stesso anno, insieme a Emily Davies e Barbara Bodichon, Lady Stanley fondò il Girton College. Ben presto divenne un'importante sostenitrice della National Union for the Improvement of Women's Education (1871), della Girls' Public Day School Company che divenne la Girls Day School Trust (1872) e della London School of Medicine for Women (1874).
Donò tempo e denaro alla Girton e donò 1.000 sterline per l'istituzione della sua prima biblioteca, costruita nel 1884 e denominata Stanley Library.
La baronessa Stanley esercitò una grande influenza nei circoli sociali e politici. Discusse con il primo ministro William Ewart Gladstone per la questione del governo familiare ed è diventata strettamente associata all'Associazione sindacale liberale femminile. Insieme a Lady Randolph Churchill e alla compagna di educazione femminile Lady Frederick Cavendish, tra le altre, fu firmataria di un appello contro il suffragio femminile nel giugno del 1889.

## Ascendenza
|                                     |                 |                                       | Genitori                          |  |  | Nonni |  |  | Bisnonni                         |  |  | Trisnonni     |  |
|                                     |                 |                                       |                                   |  |  |       |  |  | Henry Dillon, XI visconte Dillon |  |  | Arthur Dillon |  |
|                                     |                 |                                       |                                   |  |  |       |  |  | Henry Dillon, XI visconte Dillon |  |  | Arthur Dillon |  |
|                                     |                 | Christina Sheldon                     |                                   |  |  |       |  |  | Henry Dillon, XI visconte Dillon |  |  |               |  |
| Charles Dillon, XII visconte Dillon |                 |                                       |                                   |  |  |       |  |  | Henry Dillon, XI visconte Dillon |  |  |               |  |
|                                     |                 | Charlotte Lee                         | George Lee, II conte di Lichfield |  |  |       |  |  |                                  |  |  |               |  |
|                                     |                 | Charlotte Lee                         | George Lee, II conte di Lichfield |  |  |       |  |  |                                  |  |  |               |  |
|                                     |                 | Charlotte Lee                         | Frances Hales                     |  |  |       |  |  |                                  |  |  |               |  |
| Henry Dillon, XIII visconte Dillon  |                 | Charlotte Lee                         |                                   |  |  |       |  |  |                                  |  |  |               |  |
|                                     |                 | Constantine Phipps, I barone Mulgrave | William Phipps                    |  |  |       |  |  |                                  |  |  |               |  |
|                                     |                 | Constantine Phipps, I barone Mulgrave | William Phipps                    |  |  |       |  |  |                                  |  |  |               |  |
|                                     |                 | Constantine Phipps, I barone Mulgrave | Catherine Annesley                |  |  |       |  |  |                                  |  |  |               |  |
| Henrietta Maria Phipps              |                 | Constantine Phipps, I barone Mulgrave |                                   |  |  |       |  |  |                                  |  |  |               |  |
|                                     |                 | Lepell Hervey                         | John Hervey, II barone Hervey     |  |  |       |  |  |                                  |  |  |               |  |
|                                     |                 | Lepell Hervey                         | John Hervey, II barone Hervey     |  |  |       |  |  |                                  |  |  |               |  |
|                                     |                 | Lepell Hervey                         | Mary Lepell                       |  |  |       |  |  |                                  |  |  |               |  |
| Henrietta Maria Dillon-Lee          |                 | Lepell Hervey                         |                                   |  |  |       |  |  |                                  |  |  |               |  |
|                                     | Dominick Browne | Geoffrey Browne                       |                                   |  |  |       |  |  |                                  |  |  |               |  |
|                                     | Dominick Browne | Geoffrey Browne                       |                                   |  |  |       |  |  |                                  |  |  |               |  |
|                                     | Dominick Browne | Magdalen Blake                        |                                   |  |  |       |  |  |                                  |  |  |               |  |
| Dominick Geoffrey Browne            | Dominick Browne |                                       |                                   |  |  |       |  |  |                                  |  |  |               |  |
|                                     |                 | Harriet Lynch                         | Henry Lynch, V baronetto          |  |  |       |  |  |                                  |  |  |               |  |
|                                     |                 | Harriet Lynch                         | Henry Lynch, V baronetto          |  |  |       |  |  |                                  |  |  |               |  |
|                                     |                 | Harriet Lynch                         | Mary Moore                        |  |  |       |  |  |                                  |  |  |               |  |
| Henrietta Browne                    |                 | Harriet Lynch                         |                                   |  |  |       |  |  |                                  |  |  |               |  |
|                                     |                 | George Browne                         | John Browne, I conte di Altamont  |  |  |       |  |  |                                  |  |  |               |  |
|                                     |                 | George Browne                         | John Browne, I conte di Altamont  |  |  |       |  |  |                                  |  |  |               |  |
|                                     |                 | George Browne                         | Anne Gore                         |  |  |       |  |  |                                  |  |  |               |  |
| Margaret Browne                     |                 | George Browne                         |                                   |  |  |       |  |  |                                  |  |  |               |  |
|                                     |                 | Dorcas Moore                          | James Moore                       |  |  |       |  |  |                                  |  |  |               |  |
|                                     |                 | Dorcas Moore                          | James Moore                       |  |  |       |  |  |                                  |  |  |               |  |
|                                     |                 | Dorcas Moore                          | …                                 |  |  |       |  |  |                                  |  |  |               |  |
|                                     |                 | Dorcas Moore                          |                                   |  |  |       |  |  |                                  |  |  |               |  |